# Dipòsit d'instruments
El dipòsit d'instruments és l'acte pel qual un estat sobirà tramet o lliura a l'òrgan d'un altre estat o d'una Organització Internacional, designats com a dipositaris d'un tractat internacional, el document acreditatiu de la seva voluntat de considerar-se vinculat per aquest tractat.